# كولن فاريل (لاعب اتحاد الرغبي)
كولن فاريل (بالإنجليزية: Colin Farrell)‏ هو لاعب اتحاد الرغبي نيوزيلندي، ولد في 19 مارس 1956 في أوكلاند في نيوزيلندا.